# 拜昂 (帕拉州)
拜昂（葡萄牙語：Baião），是巴西的城鎮，位於該國北部，由帕拉州負責管轄，始建於1694年10月30日，面積3,758.3平方公里，海拔高度30米，2010年人口36,882，人口密度每平方公里9.81人。